# Ana Correa
Pour les articles homonymes, voir Correa.
Ana Correa est une joueuse de volley-ball espagnole, née le 19 janvier 1985 à Las Palmas de Gran Canaria (Las Palmas). Elle mesure 1,86 m et joue au poste de centrale. 

## Clubs
| Club                     | De        | À         |
| ------------------------ | --------- | --------- |
| CV Las Palmas            | 2001-2002 | 2003-2004 |
| Cajasur Cordoba          | 2004-2005 | 2004-2005 |
| Club Voleibol Sanse      | 2005-2006 | 2006-2007 |
| Club Voleibol Aguere     | 2007-2008 | 2009-2010 |
| Club Voleibol Ciutadella | 2010-2011 | 2011-2012 |
| Béziers Volley           | 2012-2013 | 2012-2013 |
| Hainaut Volley           | 2013-2014 | 2013-2014 |
| Dauphines Charleroi      | 2014-2015 | 2014-2015 |
| Pallavolo Hermaea        | 2015-2016 | 2015-2016 |
| Volley Köniz             | 2016-2017 | 2016-2017 |
| Club Voleibol Aguere     | août 2017 | nov 2017  |
| C.V. Arona Tenerife Sur  | 2017-2018 | …         |

## Palmarès
- Championnat d'Espagne
  - Vainqueur : 2003, 2010, 2011, 2012.
  - Finaliste : 2002, 2004.
- Coupe d'Espagne
  - Finaliste : 2011, 2018.
- Coupe de la CEV
  - Finaliste : 2003.
- Championnat de Belgique
  - Finaliste : 2015.